# Baginbun Head
Baginbun Head är en udde i republiken Irland. Den ligger i grevskapet Loch Garman och provinsen Leinster, i den sydöstra delen av landet.
Terrängen inåt land är platt.